# Ashland (Alabama)
Pour les articles homonymes, voir Ashland.
La ville d'Ashland est le chef-lieu (siège) du comté de Clay, dans l'État  de l'Alabama,  aux États-Unis. 

Au recensement de 2000, sa population était de 1 965 habitants.

## Géographie
Selon le Bureau du recensement des États-Unis, la ville a une superficie totale de 18,8 km2, dont 0,1 km2 d'eau, soit 0,41 % du total.

## Démographie
| 1870 | 1880 | 1890 | 1900 | 1910  | 1920  | 1930  | 1940  |
| ---- | ---- | ---- | ---- | ----- | ----- | ----- | ----- |
| 118  | 387  | 635  | 422  | 1 062 | 1 655 | 1 476 | 1 608 |

| 1950  | 1960  | 1970  | 1980  | 1990  | 2000  | 2010  | - |
| ----- | ----- | ----- | ----- | ----- | ----- | ----- | - |
| 1 593 | 1 610 | 1 921 | 2 052 | 2 034 | 1 965 | 2 037 | - |

## Personnalités
- Cullen Carr (1980-), acteur, réalisateur, scénariste et producteur américain, est né à Ashland.